# Fründenhütte
Die Fründenhütte ist eine Schutzhütte der Sektion Altels des Schweizer Alpen-Clubs (SAC). Sie liegt in der Gemeinde Kandersteg im Kanton Bern in der Schweiz.

## Geographische Lage
Die Hütte liegt auf einer zur Bauzeit der Hütte 1936 noch beidseitig vom Gletscher umflossenen Felskanzel (Mittelknubel) über dem Fründengletscher in den Berner Alpen. Südlich der Hütte liegt der Fründengletscher, nördlich, 1000 Höhenmeter tiefer, erstreckt sich der Oeschinensee. Südwestlich beginnt der Galletgrat auf das Doldenhorn, südöstlich liegt der Namensgeber der Hütte, das Fründenhorn.

## Hüttenweg
Ausgangspunkt für Touren zur Hütte ist der Oeschinensee, der von Kandersteg aus erwandert werden kann (1h45, 425 Höhenmeter), aber auch mit einer Umlauf-Gondelbahn erschlossen ist.
Seit der Sperrung des früher üblichen Hüttenwegs erfolgt der Zustieg ab dem Oeschinensee über eine als T4-Alpinweg klassifizierte Route (4h30, 1200hm), die zunächst nördlich und östlich des Sees verläuft. Einen längeren Wegabschnitt bildet die sogenannte Fründenschnur, ein Pfad über ein schmales Grasband – eben eine Schnur – in der östlichen Felswand hinter dem Oeschinensee. Die Fründenschnur ist gut mit Stahlseilen gesichert, aber sehr ausgesetzt, was Trittsicherheit und Schwindelfreiheit voraussetzt.
Der früher übliche Hüttenweg südlich des Oeschinensees ist T3-klassifiziert (Weiss-Rot-Weiss signalisierter Bergwanderweg), aber seit November 2019 und bis auf Weiteres wegen Bergsturzgefahr gesperrt.

## Geschichte
Der erste Versuch, eine Hütte auf den Mittelknubel zu errichten, geht auf das Jahr 1921 zurück; das Projekt wurde aber von der Delegiertenversammlung des SAC in Baden abgelehnt. Die treibende Kraft hinter dem Projekt, der Gründer und Präsident der Sektion Altels Hans Biehly, Arzt aus Kandersteg, verstarb bei einem Unfall. Ein zweiter Antrag wurde auch von der Sektion abgelehnt. 
Beim dritten Anlauf klappte es endlich, und 1936 konnte die erste Fründenhütte eingeweiht werden, unter dem ersten Hüttenwart Fritz Ogi.
Die Hütte diente nicht nur als Ausgangspunkt für Bergtouren in Richtung Fründenhorn, Doldenhorn und Blümlisalpmassiv, sondern auch als eigenständiges Ziel.
1963 wurde durch Innenausbau die Anzahl der Schlafplätze verdoppelt, später wurde die Küche erweitert sowie der Schlafraum vom Aufenthaltsraum getrennt.
Da die Anzahl der Übernachtungen stetig anstieg, wurde 1969 ein Anbau errichtet und im gleichen Jahr eingeweiht. 
Mit den Jahren stiegen die Erwartungen der Gäste; so wurde im Sommer 1992 die Hütte erweitert und im Herbst feierlich eingeweiht.
Der Fründengletscher, der die Hütte noch 1990 umgab, hat sich in den letzten Jahren erheblich zurückgezogen. Dadurch kam es zu Problemen mit der Wasserversorgung. Heute erfolgt die Wasserversorgung aus einem natürlich entstandenen Gletschersee und aus erweiterten Wassertanks.

## Touren
Von der Fründenhütte gibt es keine weiterführenden Bergwanderungen, sondern nur noch Hochtouren wie auf das Fründenhorn oder eine Alternative zum normalen Anstieg via Doldenhornhütte zum Doldenhorn über den bei Alpinisten als Eisgrat bekannten Galletgrat. Durch das Wegschmelzen der Firnfelder und Gletscher werden die Routen immer schwieriger. Der Übergang in Richtung Oeschinenhorn ist inzwischen eine Abseilstelle; viele Partien werden als heikel beschrieben. Selbst der am ehesten harmlos tönende Übergang über das Fründenjoch ist anspruchsvoll.

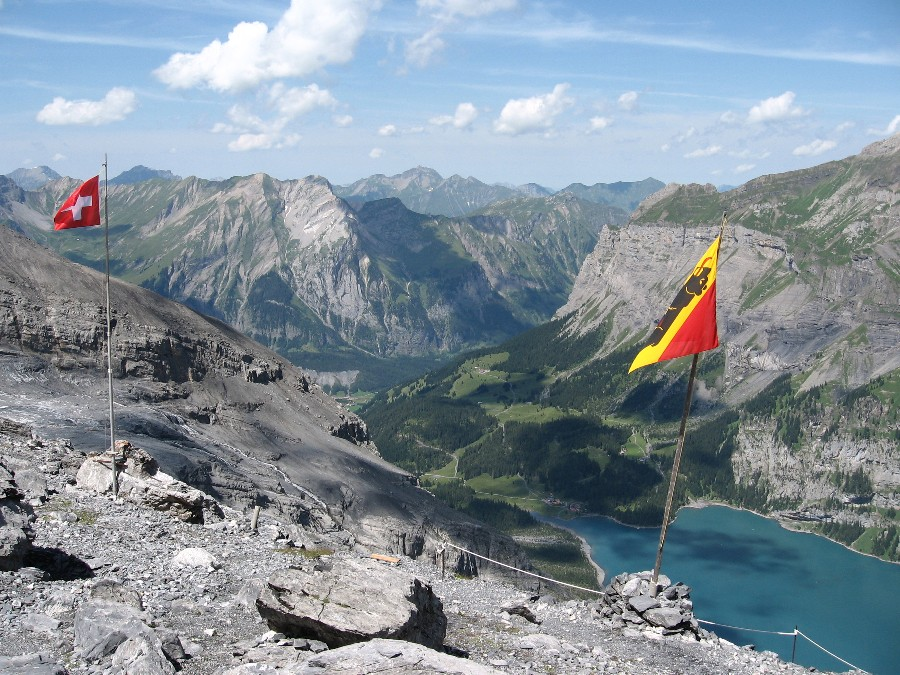
Aussicht von der Fründenhütte in Richtung Kandersteg
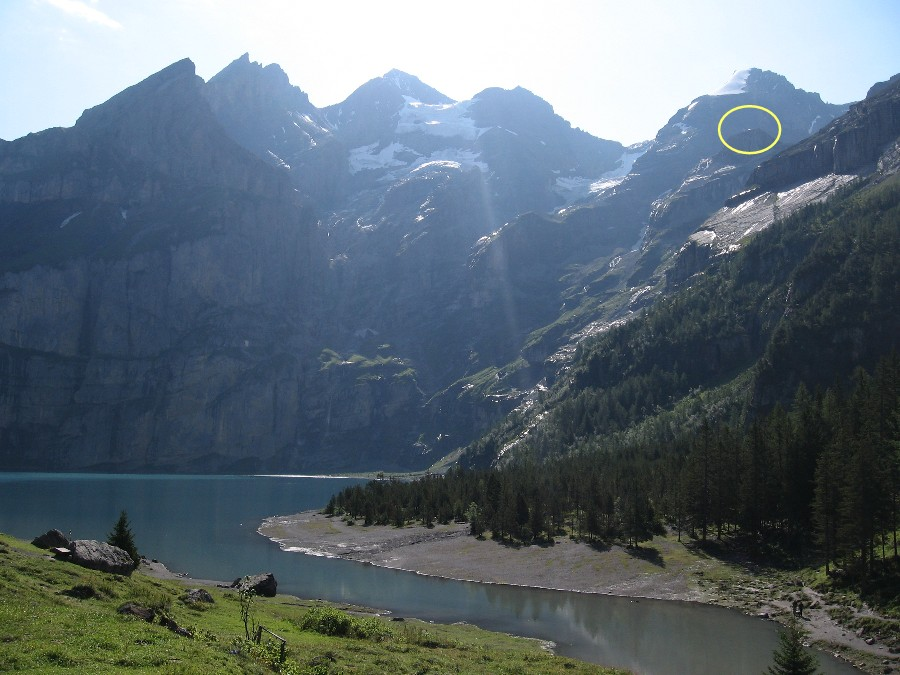
Fründenhütte vom Oeschinensee mit dem Blüemlisalphorn in Bildmitte und Fründenhorn rechts über der Hütte.
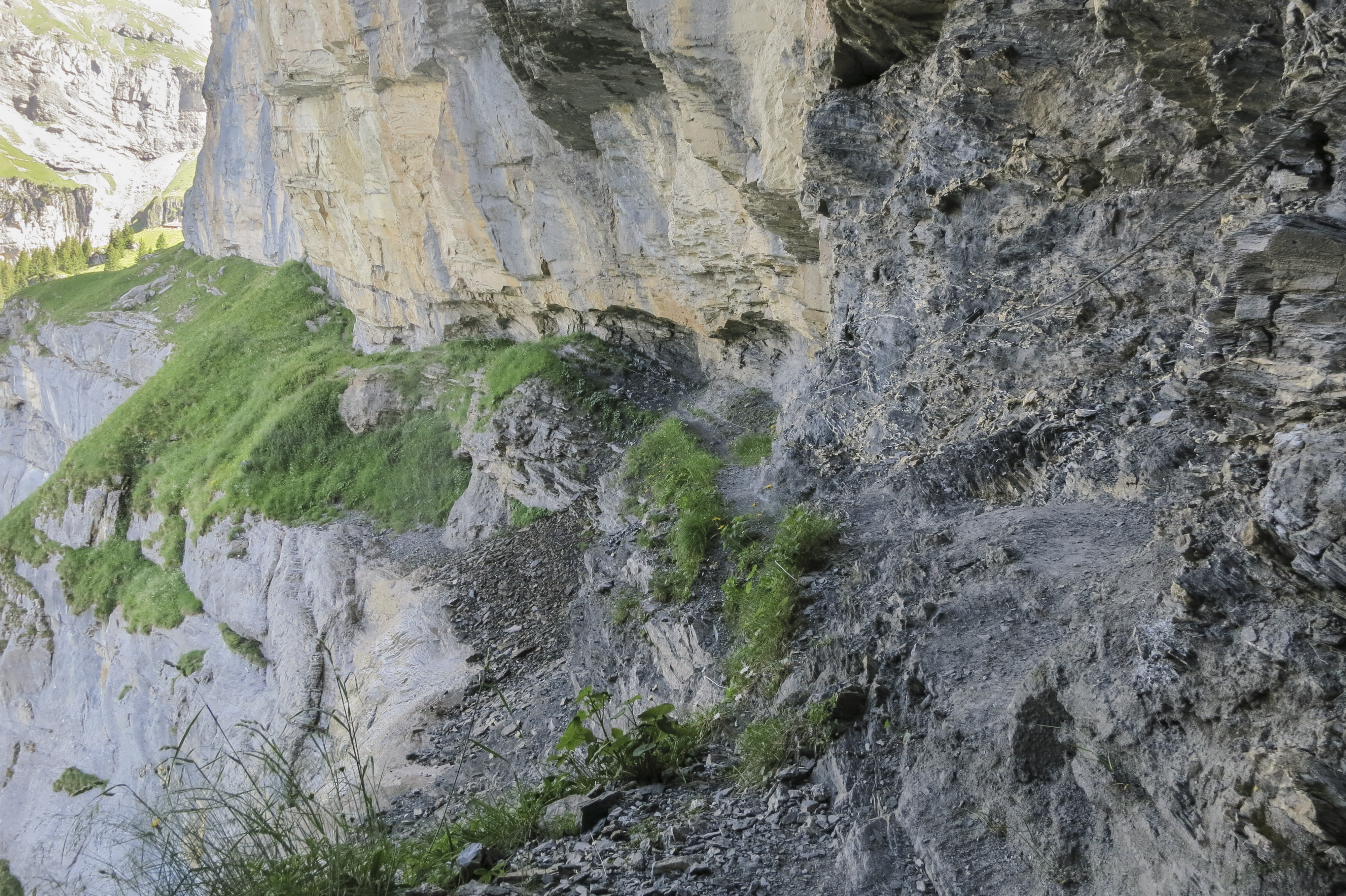
Teilabschnitt der Fründenschnur